# Zofia Dobrzańska
Zofia Maria Dobrzańska-Fritsche z domu Księżyk (ur. 15 kwietnia 1885 w Poznaniu, zm. 17 lutego 1963 w Skolimowie) – polska aktorka.
Jej pierwszym mężem był aktor i reżyser Julian Dobrzański, drugim - aktor Ludwik Fritsche. Odgrywała najczęściej role amantek charakterystycznych i komediowe. Ostatnie lata życia spędziła w Domu Artystów Weteranów Scen Polskich w Skolimowie.

## Kariera
- 1901−1905 – aktorka Teatru Polskiego w Poznaniu pod pseudonimem Zofia Mariewska
- 1906−1907 – aktorka teatru w Wilnie
- 1907−1914 – aktorka Teatru Miejskiego we Lwowie
- maj 1914 – aktorka Teatru Polskiego w Warszawie
- 1916−1919 – aktorka Teatru Miejskiego we Lwowie
- 1919−1921 – aktorka Teatru im. Juliusza Słowackiego w Krakowie
- 1921−1922 – aktorka Teatru Bagatela w Krakowie
- 1922−1923 – aktorka Teatru Komedia w Warszawie
- lipiec 1923 – aktorka Teatru Polskiego w Warszawie
- 1924−1925 – aktorka Teatru Bagatela w Krakowie
- 1925−1926 i 1928−1931 – aktorka Teatrów Miejskich we Lwowie, gł. Małego
- listopad 1932 – aktorka Teatru Kameralnego w Warszawie
- 1945–1946 – aktorka Teatru Miejskiego w Częstochowie
- 1946−1947 – aktorka Teatru Polskiego w Warszawie
- 1947–1948 – aktorka Teatru Małego w Szczecinie

## Role
- Hesia w Moralności pani Dulskiej Gabrieli Zapolskiej
- Panna Młoda i Maryna w Weselu Stanisława Wyspiańskiego
- Chochlik w Balladynie Juliusza Słowackiego
- Heliogabala w Irydionie Zygmunta Krasińskiego
- Puk w Śnie nocy letniej Williama Szekspira
- Maria w Wieczorze Trzech Króli Williama Szekspira
- Doriana w Świętoszku Moliera
- Eliza w Pygmalionie George’a Bernarda Shawa
- Nastka w Na dnie Maksyma Gorkiego
- Zuzanna w Weselu Figara Pierre’a Beaumarchais’go
- Anita w Peer Gyncie Henrika Ibsena
- Dorota w Grubych rybach Michała Bałuckiego
- Pulcheria w Domu otwartym Michała Bałuckiego
- Pawłowa w Marcowym kawalerze Józefa Blizińskiego
- Hania w Głupim Jakubie Tadeusza Rittnera
- Matka w Obcym wstęp wzbroniony Heleny Buczyńskiej
- Profesor Anna w Maturze László Fodora